# Gravures rupestres de Norvège
Les gravures rupestres de Norvège  ont été réalisées au cours d’une période comprise entre le VIe millénaire av. J.-C. et -500.

## Deux catégories de gravures

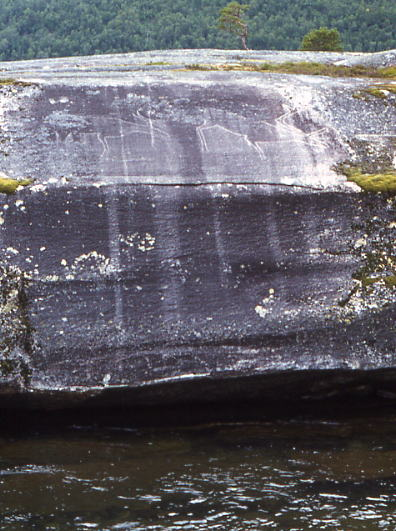
Gravure du Nord de la Norvège

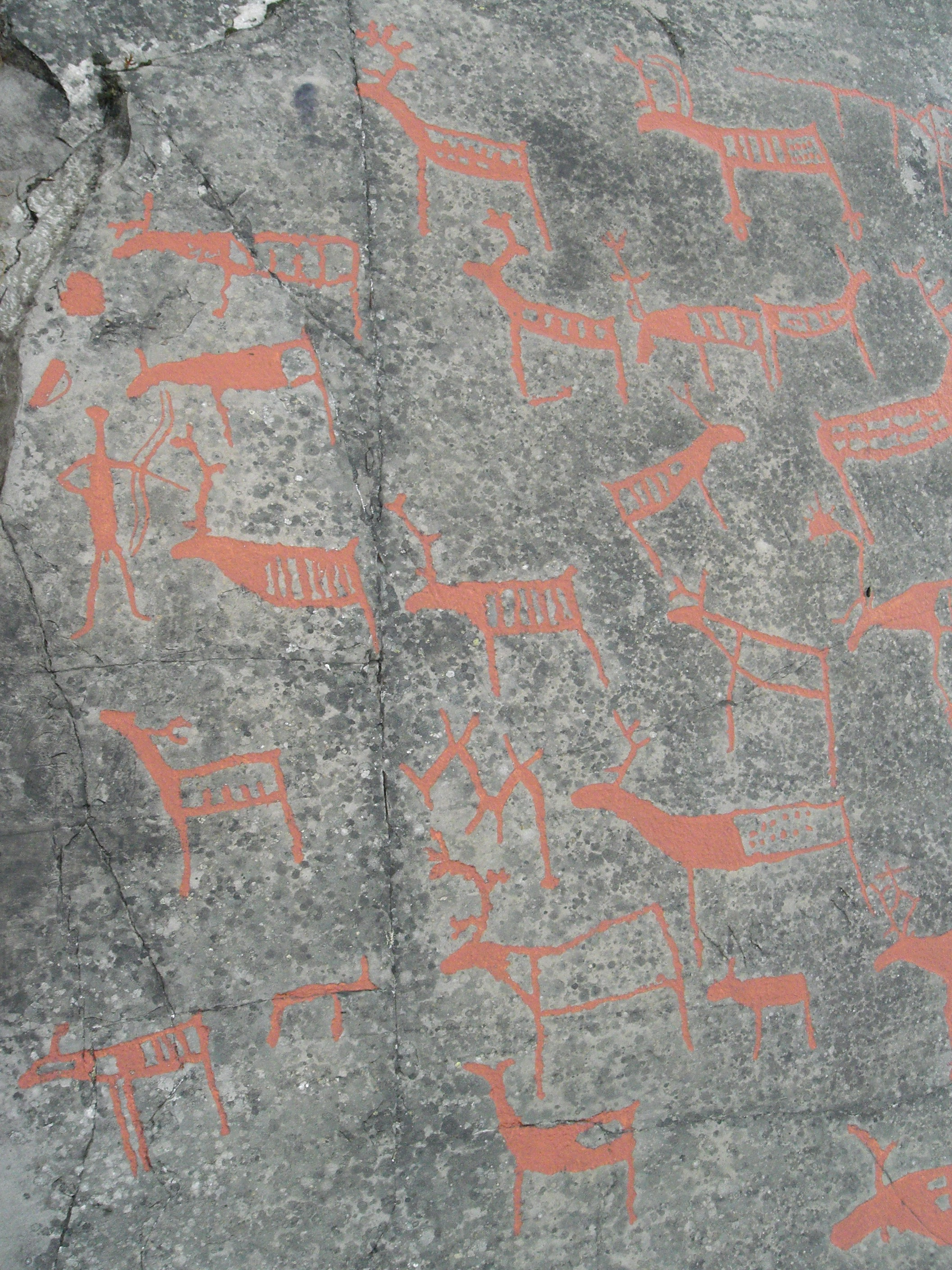
Gravure à Alta

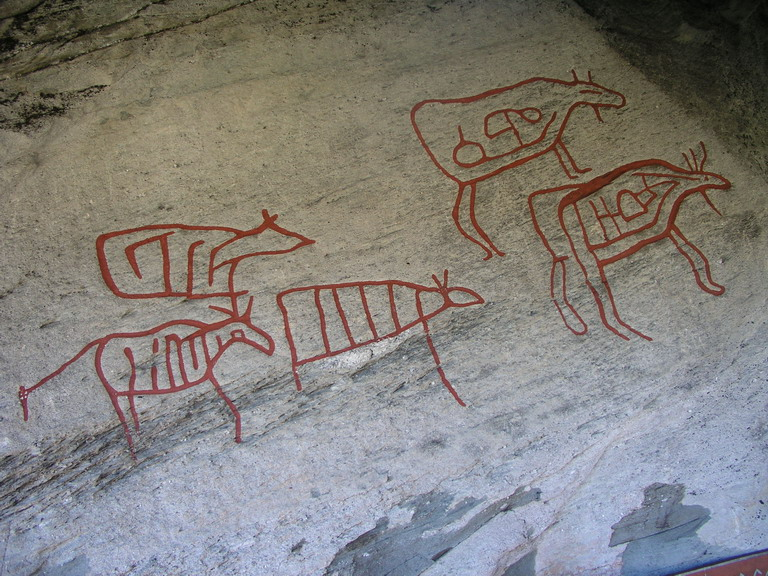
Møllerstufossen

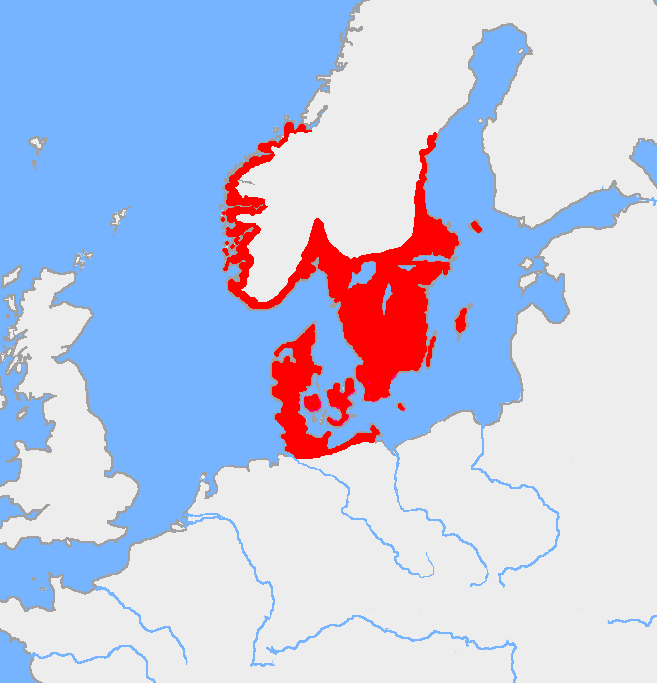
Extension de la culture de l'âge du bronze vers 1200 av. J. Chr.

Les gravures rupestres de Norvège sont de deux catégories. 
Les plus anciennes datent de l'âge de pierre qui se situe en Norvège entre 8 000 et 1 800 av. J.C.. Elles représentent généralement des  élans ou des rennes, mais aussi des ours, des baleines et des marsouins, des poissons (saumons) et des oiseaux. Des bateaux et des hommes sont également figurés. Des formes géométriques ne sont pas identifiables. Ces gravures ont probablement été réalisées par des chasseurs pratiquant la cueillette et la pêche. 
Elles se situent plutôt au nord du pays, et les gravures du site d'art rupestre d'Alta en constituent sans doute l'exemple le plus célèbre.
Une interprétation en a été qu'elles représentaient magiquement les animaux que chassaient les hommes. Selon  d'autres interprétations plus récemment avancées, ces animaux auraient constitué les totems de clans ou pourraient être mis en rapport avec les pratiques du chamanisme.
Le second type de gravures ont été réalisées par des agriculteurs durant l'âge du bronze, entre 1800 ans av. J.-C. et 400 de notre ère. Les motifs les plus fréquents sont des cupules, des bateaux, des chevaux et des chars, des hommes portant souvent des armes ainsi que des formes géométriques, cercles ou spirales.  
Elles se situent plutôt au sud du pays, et peuvent généralement être associées aux gravures rupestres de Suède.
Ces gravures sont interprétées dans le cadre d'un culte de la fertilité, les bateaux, transportant quelquefois des représentations abstraites du soleil, ayant une dimension mythologique. On a pu penser que le cheval portait le soleil dans le ciel durant le jour et que le bateau le ramenait dans le monde souterrain pendant la nuit.

## Liste de sites
- Article annexe : Liste des gravures rupestres de Norvège

### Gravures rupestres dans le monde
- Pétroglyphe
- Vallée des merveilles (France)
- Gravures rupestres du Sud-oranais (Algérie)

### Wikipedia, articles en anglais
- Rock carvings in Central Norway Gravures du centre de la Norvège
- Rock carvings at Tennes Gravures à Tennes (Troms)
- Rock carvings at Alta Gravures à Alta (Finnmark)